# تاريخ اليهود في سالونيك

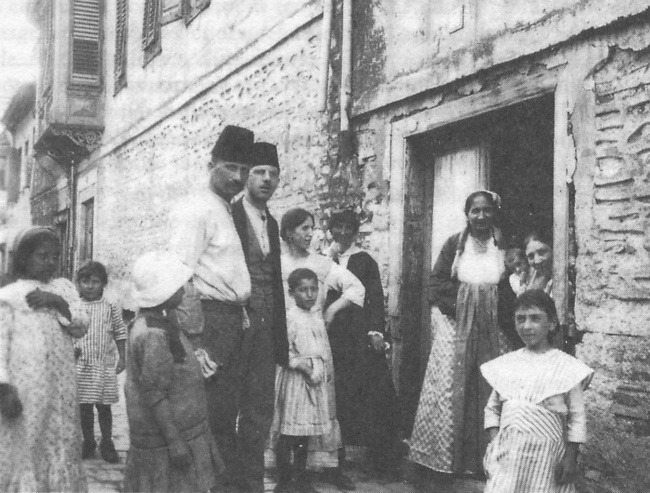
عائلة يهودية في سالونيك في 1917.

ينحدر معظم اليهود في مدينة سالونيك اليونانية من اصل سفاردي ويعود تاريخهم إلى حوالي ألفين سنة. هاجر اليهود السفارديون إلى المدينة بعد طردهم من إسبانيا من قبل الحكام المسيحيين بموجب مرسوم الحمراء في عام 1492.
خلال الحرب العالمية الثانية، احتل الألمان النازيون اليونان عام 1941، وبدأوا بملاحقة اليهود كما كان الحال في أجزاء أخرى من أوروبا. يبلغ عدد يهود سالونيك حالياً سوى 1200.